# Ouija

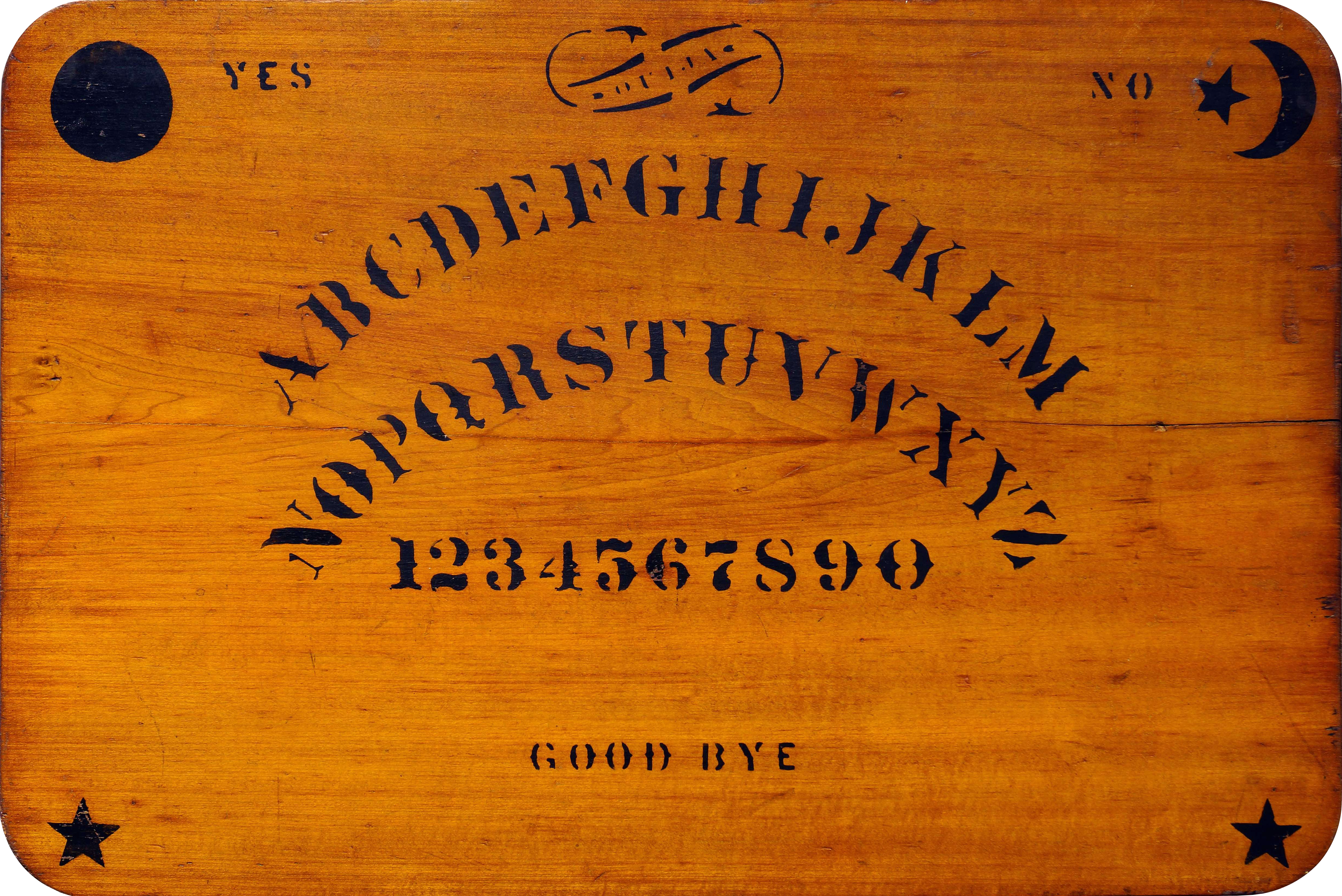
Ouija-Brett der Kennard Novelty Company in Baltimore

Das Ouija betrachten Anhänger des Spiritismus als ein Hilfsmittel, um mit Geistwesen in Kontakt zu treten. Weitere Bezeichnungen sind Alphabettafel, Hexenbrett, Witchboard oder Seelenschreiber.

## Etymologie
Die Bedeutung und Herkunft des Namens „Ouija“ ist nicht eindeutig geklärt. Verbreitet ist die Ansicht, dass es sich um eine Zusammensetzung aus dem französischen Wort „oui“ (das „ja“ bedeutet) und dem deutschen Wort „ja“ gebildet wurde. Elijah Bond, einer der Investoren, die das erste kommerziell verfügbare Ouija-Brett vermarkteten, behauptete, der Name sei während einer Seance von seiner Schwägerin Helen Peters übermittelt worden. Eine dritte Erklärung verweist darauf, dass Peters während der Sitzung ein Medaillon der zeitgenössischen Schriftstellerin Ouida trug und deren Namen leicht abgeändert aus ihrem Unterbewusstsein übermittelte.

## Beschreibung und Geschichte
Auf einem Ouija-Brett sind Zeichen abgebildet, meist das Alphabet, sowie die Ziffern und die Wörter „ja“ und „nein“. Bei manchen Brettern stehen zusätzlich Wörter wie „Danke“, „Ich warte“, „Ende“, „Ich gehe“, oder Ähnliches. Zusätzlich gibt es einen Zeiger, der die Zeichen markieren kann. Zur Benutzung soll man die Hände oder Finger auf den Zeiger legen und einige Zeit warten, bis der Zeiger sich auf dem Brett bewegt. Der Führer des Zeigers soll dabei keinen bewussten Einfluss auf die Bewegungen auf dem Brett ausüben. Die markierten Zeichen sollen dann eine Botschaft ergeben. Oft werden diese Botschaften als paranormale Signale interpretiert, die von übersinnlichen Wesen oder Kräften (Geister, Verstorbene) stammen.

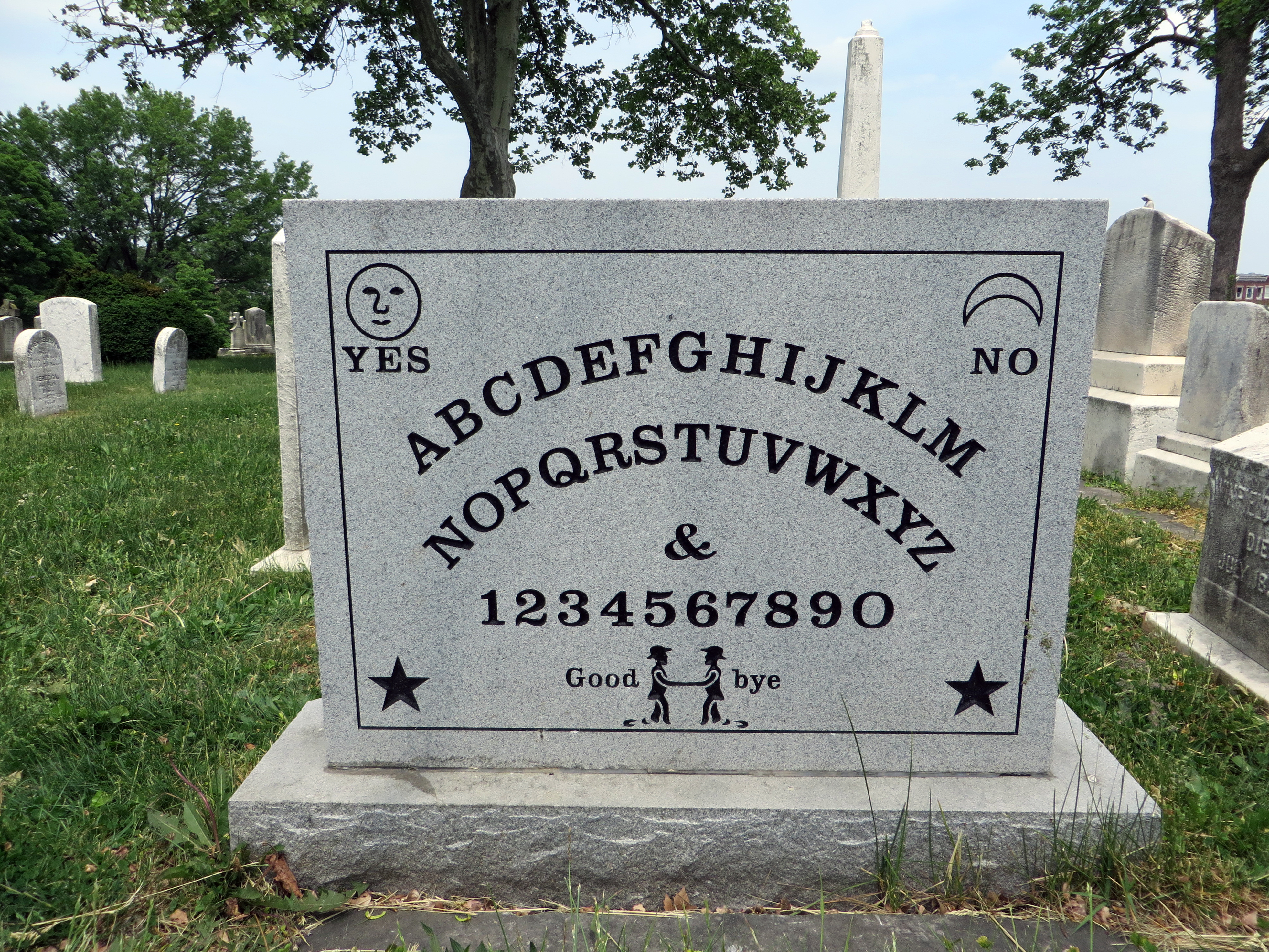
Die Rückseite von Elijah Bonds Grabstein

Im Jahre 1891 erhielt der US-amerikanische Erfinder Elijah Bond ein Patent auf das Ouija-Brett, zunächst unter der Bezeichnung „talking board“ (sprechendes Brett). Ein Jahr später wurde das Patent von William Fuld gekauft, der das Design des Bretts veränderte und ein zweites Patent darauf anmeldete. Mit diesem Produkt machte er ein Vermögen. 1966 verkaufte die Baltimore Talking Board Company, die von Fuld gegründete Firma, die Rechte am Ouija-Brett an die Firma Parker Brothers.

## Übliche Erklärung des Phänomens
Schon durch die Vorstellung oder Wahrnehmung einer Bewegung werden im Gehirn motorische Zentren aktiviert, was zur Folge hat, dass die Muskeln die vorgestellte Bewegung ansatzweise vollziehen. Wenn also die Beteiligten den Zeiger des Ouija-Bretts berühren und eine Bewegung erwarten, dann üben sie unbewusst durch kleinste Muskelbewegungen einen Druck aus und setzen ihn so in Bewegung. Dabei kann der Eindruck entstehen, er bewege sich ganz von selbst. Eine Erklärung hierbei ist, dass die „Botschaften“ in einem komplizierten gruppendynamischen Wechselspiel zwischen den Erwartungen (Suggestion) der einzelnen Teilnehmer entstehen.
Ein ähnliches Verfahren findet sich beim Gläserrücken.
Händler bieten für das Ouija-Brett zusätzliche Zeiger mit Magnetkern an, mit denen man gezielt vermeintlich paranormale Botschaften erzeugen kann.

## Ähnliche Phänomene
Seit den Versuchen, über Gestützte Kommunikation mit Menschen mit Autismus oder Down-Syndrom zu kommunizieren, haben Wissenschaftler wiederholt auf die formalen und inhaltlichen Parallelen dieser Technik zu Ouija hingewiesen. Vertreter der „Gestützten Kommunikation“ weisen diese Kritik zurück. Sie räumen zwar ein, dass ein Teil der dabei entstandenen schriftlichen Ergebnisse möglicherweise auf einem „Ouija-Effekt“ beruht. Dies könne aber durch verbessertes Training der Stützer genannten Helfer verhindert werden.

## Filme
- Witchboard – Die Hexenfalle, USA, 1986, Regie: Kevin Tenney
- Ouija – Spiel nicht mit dem Teufel, USA, 2014, Regie: Stiles White
- Ouija: Ursprung des Bösen, USA, 2016, Regie: Mike Flanagan
- Conjuring 2, USA, 2016, Regie: James Wan
- Verónica – Spiel mit dem Teufel, Spanien, 2017, Regie: Paco Plaza

## Musik
- Ouija Board, Ouija Board – Morrissey (Song von 1989 mit offiziellem Musikvideo)
- Ouija Board Summons Satan – Half Japanese (Song auf dem Album Music to Strip By von 1987)